# Șureli, Bădiceni
Șureli (sau Șurele) a fost o localitate de pe teritoriul actual al Republicii Moldova. În 1930 se afla în plasa Bădiceni. La 21 septembrie 1970, fiind în componența raionului Drochia, a fost scoasă de la evidență ca inexistentă, prin alipirea ei la Chetrosu, Drochia.